# Neyestāneh
Neyestāneh är en ort i Iran.   Den ligger i provinsen Nordkhorasan, i den nordöstra delen av landet, 500 km öster om huvudstaden Teheran. Neyestāneh ligger 1 403 meter över havet och antalet invånare är 445.
Terrängen runt Neyestāneh är kuperad norrut, men söderut är den bergig. Neyestāneh ligger nere i en dal. Runt Neyestāneh är det ganska glesbefolkat, med 29 invånare per kvadratkilometer. Närmaste större samhälle är Kachlānlū, 8,6 km norr om Neyestāneh. Omgivningarna runt Neyestāneh är i huvudsak ett öppet busklandskap.